# Mirjana Tabak
Mirjana Tabak (Tomislavgrad, 14 ottobre 1972) è un'ex cestista croata, fino al 1991 jugoslava.

## Carriera
Con la Croazia ha disputato due edizioni dei Campionati europei (1995, 1999).